# Diederik Korteweg
Diederik Johannes Korteweg (1848-1941) va ser un matemàtic neerlandès, conegut per l'equació que porta el seu nom.

## Vida i Obra
Fill d'un jutge no catòlic en un districte catòlic, la seva família vivia socialment força aïllada. El 1865 va ingressar a la Polytechnische School (actual Universitat Tècnica de Delft) per estudiar enginyeria però el va decebre el baix nivell de matemàtiques que tenia. El 1869 es va titular com a professor de secundària i els anys següents va ser professor a Tilburg i Breda, mentre continuava estudiant matemàtiques en el seu temps lliure. El 1876, després de passar l'examen d'accés, va començar a estudiar matemàtiques a la universitat d'Utrecht durant un curs i passant a la universitat d'Amsterdam el curs següent. A Amsterdam va ser assistent del futur premi Nobel de física Johannes Diderik van der Waals, qui també li va dirigir la tesi doctoral el 1878.
El 1881 va ser nomenat professor de matemàtiques de la universitat d'Amsterdam, en la que va romandre la resta de la seva carrera acadèmica. El 1893 o 1894 ell i la seva dona, que no tenien fills, van adoptar els fills del difunt Nicolaas de Roever, arxiver de la ciutat d'Amsterdam. El 1913 va deixar la docència, essent substituït per un dels seus il·lustres deixebles: Luitzen Brouwer.
La recerca de Korteweg es va desenvolupar en moltes àrees diferents de les matemàtiques aplicades: va ser editor de les obres completes de Christiaan Huygens, va fer descobriments importants sobre la influència de Snel en Descartes, va col·laborar amb el catàleg holandès de literatura científica i va publicar diferents treballs en revistes científiques.
Va estar molt interessat en la termodinàmica de les fases crítiques i de transició dels fluids, i d'aquest interès va sorgir la avui coneguda equació de Korteweg-de Vries. També va fer aportacions importants en l'estudi de la capil·laritat.